# Tabołki
Tabołki (biał. Таболкі; ros. Тоболки) – wieś na Białorusi, w rejonie wierchniedźwińskim obwodu witebskiego, nad rzeczką Swołną, dopływem Dryssy, około 9 km na południowy wschód od Wierchniedźwińska.
Wieś szlachecka położona była w końcu XVIII wieku w województwie połockim.

## Historia
Dobra Tabołki zostały nadane przez króla Aleksandra Jagiellończyka na przełomie XV i XVI wieku Piotrowi Epimachowiczowi Wojnie. Jego potomek, Aleksander Piotrowicz Wojna sprzedał Tabołki w 1621 roku Bazylemu Tukowiczowi. W połowie XVII wieku istniał tu dwór, który został zburzony w czasie wojen z Rosją. Stefan Bazylewicz Tukowicz sprzedał majątek ze zburzonym dworem swojemu szwagrowi, Justynianowi Niemirowiczowi-Szczyttowi w 1663 roku. Od tego momentu aż do końca XIX wieku Tabołki były dziedzictwem kolejnych męskich potomków rodziny Niemirowiczów-Szczyttów herbu Jastrzębiec. Byli to:
- Justynian Niemirowicz-Szczytt (zm. w 1677 roku), podkomorzy połocki
- jego syn Konstanty Niemirowicz-Szczytt (zm. w 1712 roku), podsędek połocki, fundator tutejszej cerkwi pw. Przemienienia Pańskiego w 1712 roku
- jego syn Jan Justynian Niemirowicz-Szczytt (1705–1767), kasztelan inflancki
- jego syn Justynian Niemirowicz-Szczytt, pisarz skarbowy litewski, poseł na sejmy, który otrzymał majątek w 1761 roku, a przekazawszy swojemu synowi majątek sam osiadł w pobliskim Justynianowie
- jego syn Feliks (Felicjan) Niemirowicz-Szczytt (1764–1793), marszałek drysieński, szambelan JKM Stanisława Augusta
- jego syn Józef Niemirowicz-Szczytt (17 lutego 1787–18 listopada 1861 Tabołki), deputat drysieński. Ufundował w Tabołkach kaplicę i filialny kościół pw św. Michała w pobliskiej Borówce. Jego brat ks. Jan Niemirowicz-Szczytt głosił nauki w Tabołkach w latach 1822–1825. Józef odznaczał się pracą oświatową na rzecz lokalnej społeczności. Utrzymywał na swój koszt dwie szkoły dla włościan. Jedną we dworze dla chłopców, w której także sam zimą uczył czytania i pisania, a drugą na wsi - dla dziewcząt[4]. 17 lutego 1824 w Duksztach poślubił swoją siostrę cioteczną Marię Rudominę-Dusiatską (zm. 21 kwietnia 1848 w Wilnie), wnuczkę marszałka bracławskiego Mikołaja Rudominy i Rozalii z hr. Platerów oraz pisarza skarbowego litewskiego Justyniana Niemirowicza-Szczytta i Kazimiery z Łopacińskich. Miał dwie córki: Stanisławę (1825-1850) - pierwszą żonę marszałka szawelskiego Józefa Szemiotha z Dykteryszek; Marię (1826-1908 Ryga[5]) –  damę dworu cesarskiego[6], drugą żonę marszałka szawelskiego Józefa Szemiotha z Dykteryszek; oraz dwóch synów: Józefa (ur. 1832) – dziedzica Tabołek, i Michała (ur. 1826 w Tabołkach) – deputata drysieńskiego, sędziego honorowego drysieńskiego, dziedzica Szczęsnopola, ożenionego z Marią Chrapowicką (1826–1887 Szczęsnopol) z Kochanowicz[7].
- jego syn Józef Niemirowicz-Szczytt (31 grudnia 1832 – 13 lipca 1893 Tabołki), ostatni z linii Szczyttów-Niemirowiczów, tytułujących się „na Tabołkach”. Dziedzic Tabołek i Swolny. Działacz charytatywny w Rydze. Wraz ze swym krewnym Justynianem Niemirowiczem-Szczyttem został w 1878 jednym z pierwszych honorowych członków Ryskiego Rzymsko-katolickiego Towarzystwa Dobroczynności, a w 1880 został wybrany na Prezesa tego Towarzystwa[8][9]. 15 maja 1872 w Liksnie poślubił Emilię hr. Plater (1852–1902 Krasław), córkę Henryka hr. Zyberk-Plater i Adelajdy z hr. Kellerów[10].

Od jego spadkobierców dobra te nabył w 1908 roku Czesław Świechowski, który był ostatnim właścicielem tego majątku.
Po I rozbiorze Polski w 1772 roku Tabołki, wcześniej należące do województwa połockiego Rzeczypospolitej, znalazły się na terenie powiatu drysieńskiego guberni witebskiej Imperium Rosyjskiego.
Po ustabilizowaniu się granicy polsko-radzieckiej w 1921 roku Tabołki znalazły się na terenie ZSRR. Od 1991 roku znajdują się na terenie Republiki Białorusi.

## Dawny dwór
W II połowie XVIII wieku Justynian Szczytt wybudował drewniany, zapewne modrzewiowy dwór, który przetrwał do I wojny światowej. Przy jego wykończeniu pracował niezmiernie popularny architekt dworów Carlo Spampani.
Dwór w Tabołkach był parterowym długim budynkiem na wysokiej podmurówce, na planie prostokąta z dobudowanymi poprzecznie skrzydłami, połączonymi z głównym korpusem wąskimi łącznikami. Długość całej budowli wynosiła 44 m. Główny portyk został z czasem zastąpiony przez długą, krytą werandę. W środkowej części dworu było dziesięć pomieszczeń w układzie dwutraktowym. Lewy łącznik służył jako wielka, podłużna jadalnia, w prawym były 2 pokoje i klatka schodowa wiodąca na strych. W bocznych skrzydłach były po 4 pokoje mieszkalne, lewe służyło celom administracyjnym.
Dwór był otoczony przez kilkuhektarowy park krajobrazowy założony w XVIII wieku, ale przekomponowany w wieku XIX. Na głównej osi domu znajdowała się brama wjazdowa, między nią a domem był wielki kolisty gazon. Po lewej stronie stała kaplica z czterokolumnowym jońskim portykiem.
W czasie I wojny światowej dwór został spalony, a park wycięty.
Majątek w Tabołkach jest opisany w 1. tomie Dziejów rezydencji na dawnych kresach Rzeczypospolitej Romana Aftanazego.